# Срђан Дедић
Срђан Дедић (Београд, 27. март 1955  — Београд, 14. јануар 2025) био је српски филмски и позоришни глумац. 
Дипломирао је глуму на Факултету драмских уметности Универзитета у Београду у класи професорке Огњенке Милићевић.
Био је члан позоришта „Бошко Буха” Београд, да би 1977. године заиграо у представама Београдског драмског позоришта, чији члан је постао 1981. године.
Преминуо је у Београду, 14. јануара 2025. године.

## Улоге
|                   | 1970 | 1980 | 1990 | 2000 | Укупно |
| ----------------- | ---- | ---- | ---- | ---- | ------ |
| Дугометражни филм | 1    | 0    | 0    | 0    | 1      |
| ТВ филм           | 2    | 0    | 1    | 0    | 3      |
| ТВ серија         | 2    | 1    | 1    | 2    | 6      |
| Укупно            | 5    | 1    | 2    | 2    | 10     |

| Год.       | Назив                          | Улога \|- style="background: Lavender; text-align:center; " | 1970-е | 1970-е | 1970-е | 1970-е |
| 1973.      | Димитрије Туцовић (ТВ серија)  |                                                             |        |        |        |        |
| 1975.      | Доље с оружјем (ТВ филм)       |                                                             |        |        |        |        |
| 1976.      | Повратак отписаних             | Цаки                                                        |        |        |        |        |
| 1976.      | Аранђелов удес (ТВ филм)       |                                                             |        |        |        |        |
| 1978.      | Повратак отписаних (ТВ серија) | Цаки                                                        |        |        |        |        |
| 1980-е     |                                |                                                             |        |        |        |        |
| 1981.      | Светозар Марковић (ТВ серија)  |                                                             |        |        |        |        |
| 1990-е     |                                |                                                             |        |        |        |        |
| 1998.      | Досије 128 (ТВ филм)           | конобар                                                     |        |        |        |        |
| 1999.      | Породично благо (ТВ серија)    | конобар                                                     |        |        |        |        |
| 2000-е     |                                |                                                             |        |        |        |        |
| 2007.      | Позориште у кући (ТВ серија)   | доктор                                                      |        |        |        |        |
| 2008—2009. | Сељаци (ТВ серија)             | судија                                                      |        |        |        |        |